# Кухонный корпус Елагинского дворца
Кухонный корпус Елагинского дворца — памятник архитектуры. Расположен в Санкт-Петербурге, современный адрес дома — Елагин остров, 1.
Двухэтажное здание, в плане полукруглое. Один фасад, главный, обращён на Масляный луг, другой — к оранжерее. Создан К. И. Росси одновременно с Елагиным дворцом (в 1818—1822 годах).
Окна служебных помещений выходят во внутренний полукруглый двор, в XIX веке вымощенный булыжником. В наружных стенах нет окон, но есть прямоугольные ниши, в которых установлены 14 статуй из пудожского камня авторства С. С. Пименова (Аполлон, Диана, Церера, Флора, Афина, Юнона, жрицы и весталки), и полукруглые ниши с декоративными вазами. Со стороны луга стоит шестиколонный портик дорического ордера (у стоящего напротив фасада — подобный же портик). Между дворцом и кухонным корпусом был создан специальный подземный тоннель для подачи блюд.
В корпусе расположены музейные фондохранения.

## Галерея

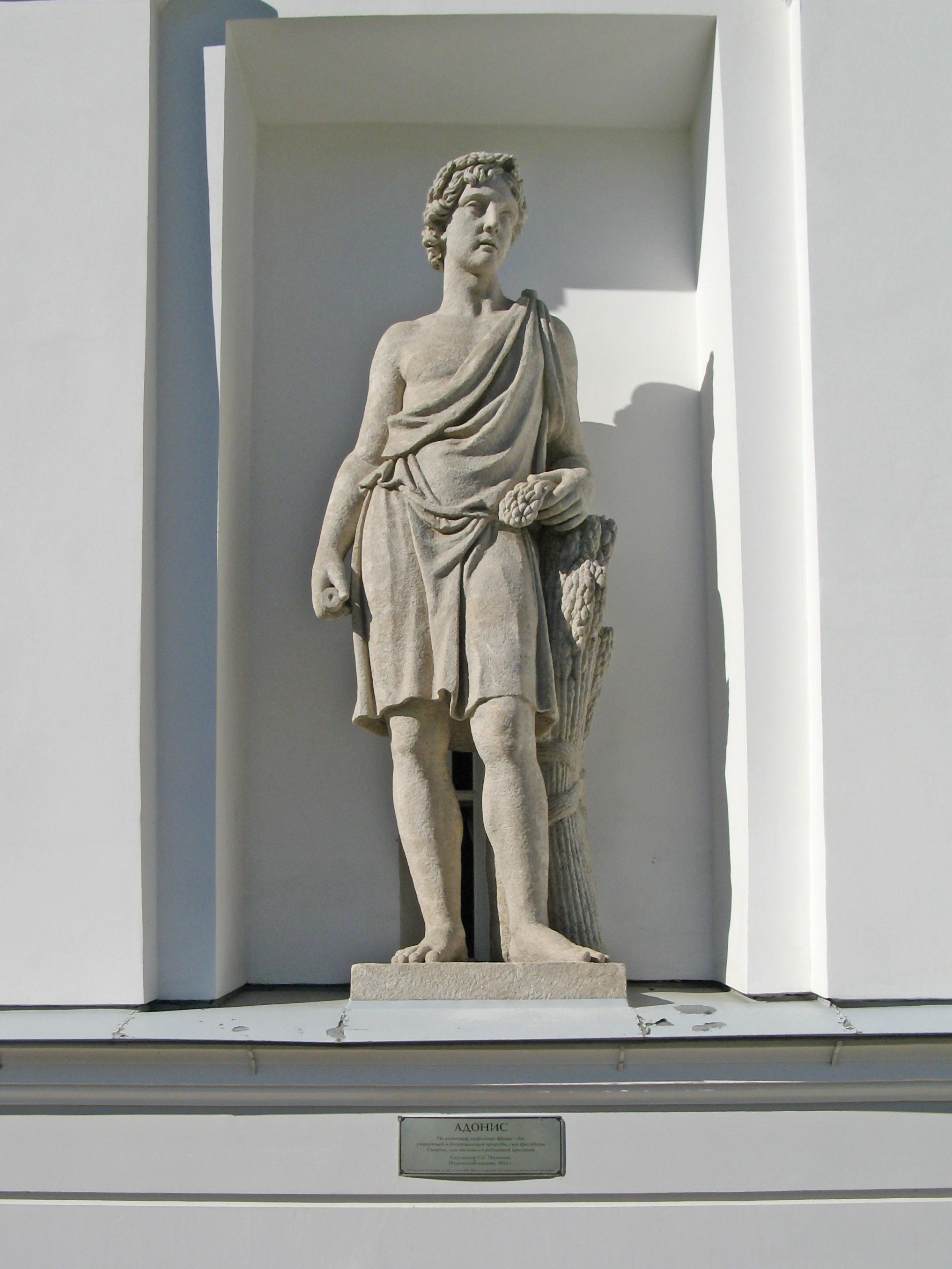
Адонис
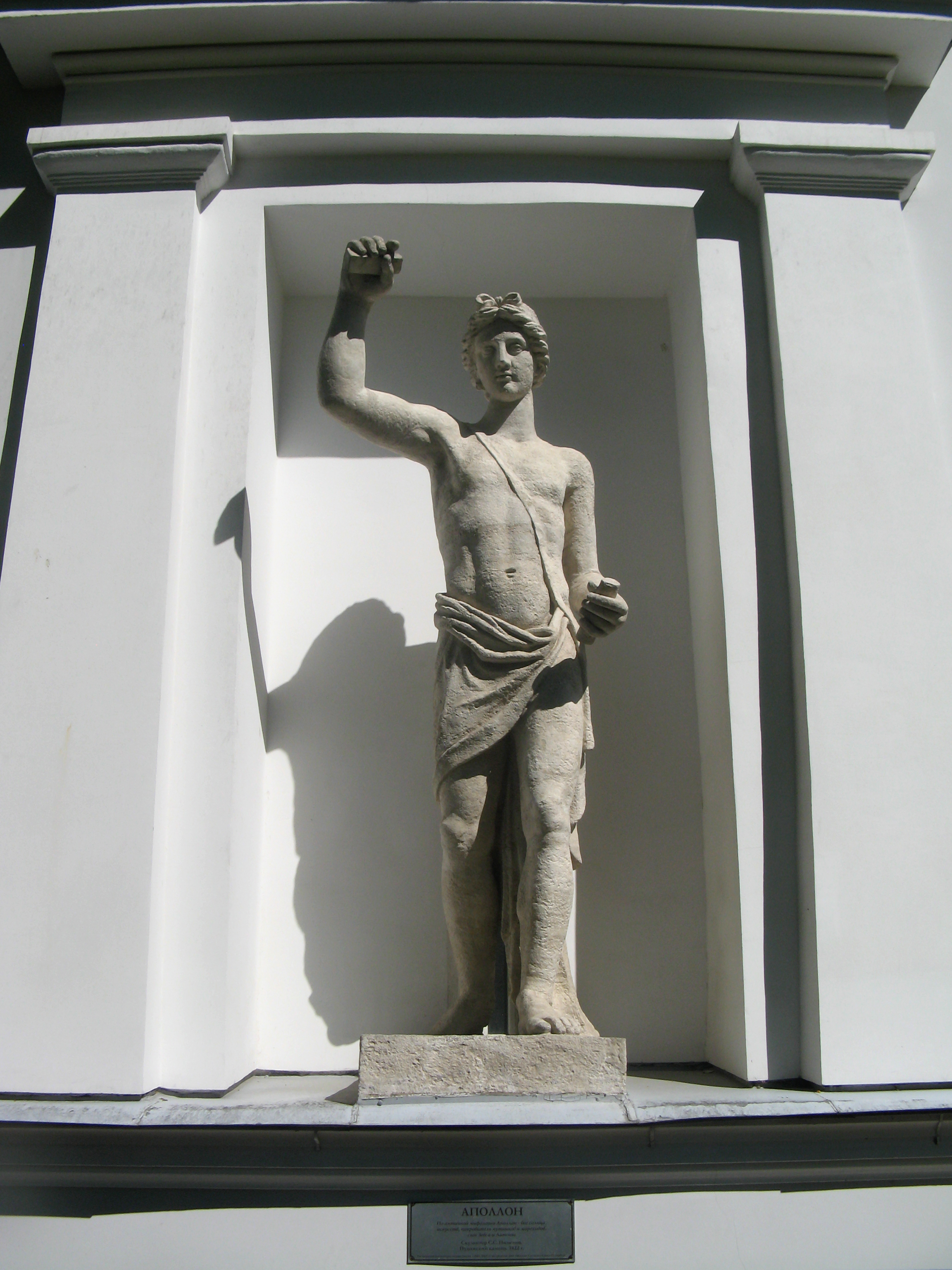
Аполлон
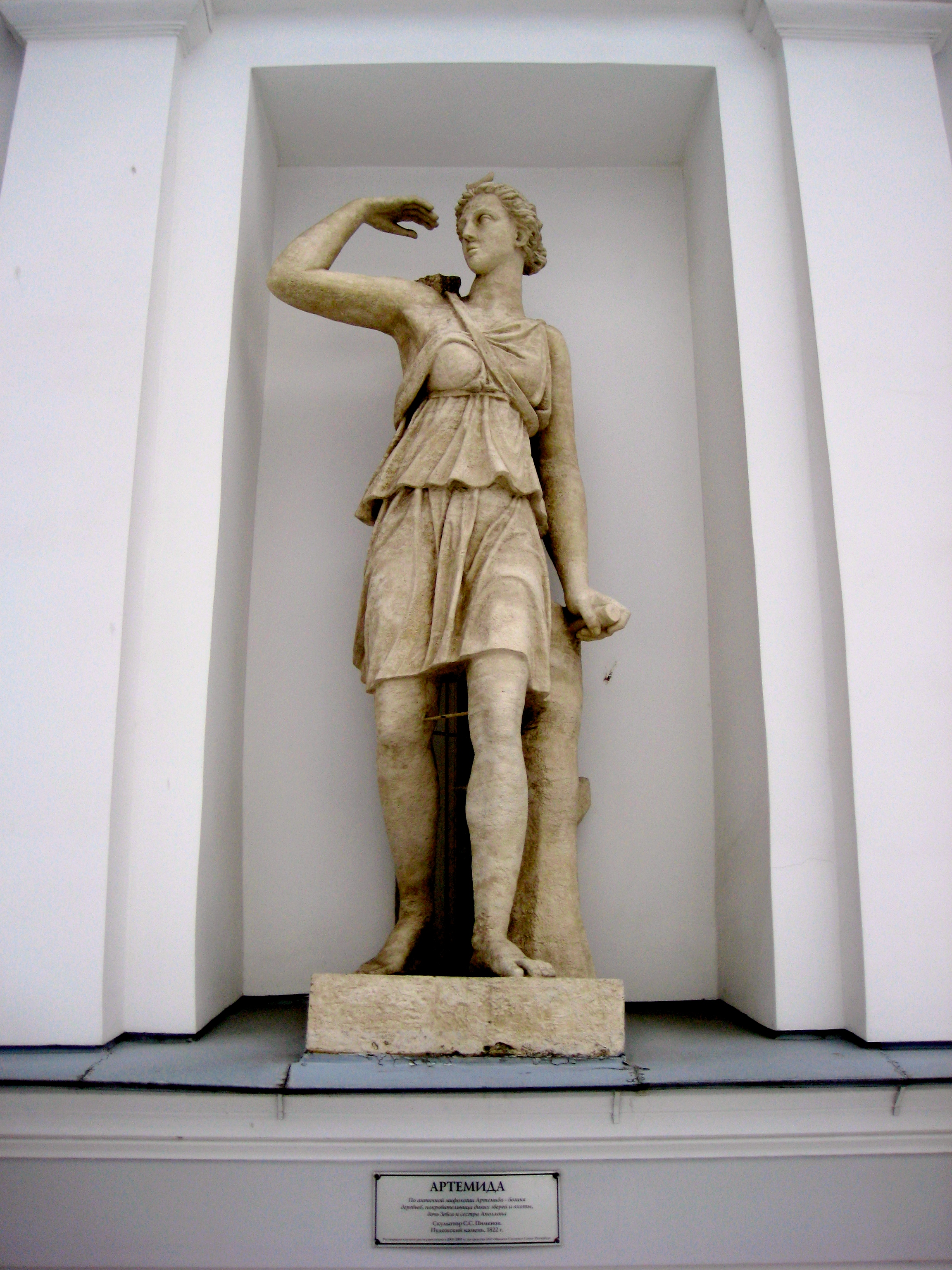
Артемида
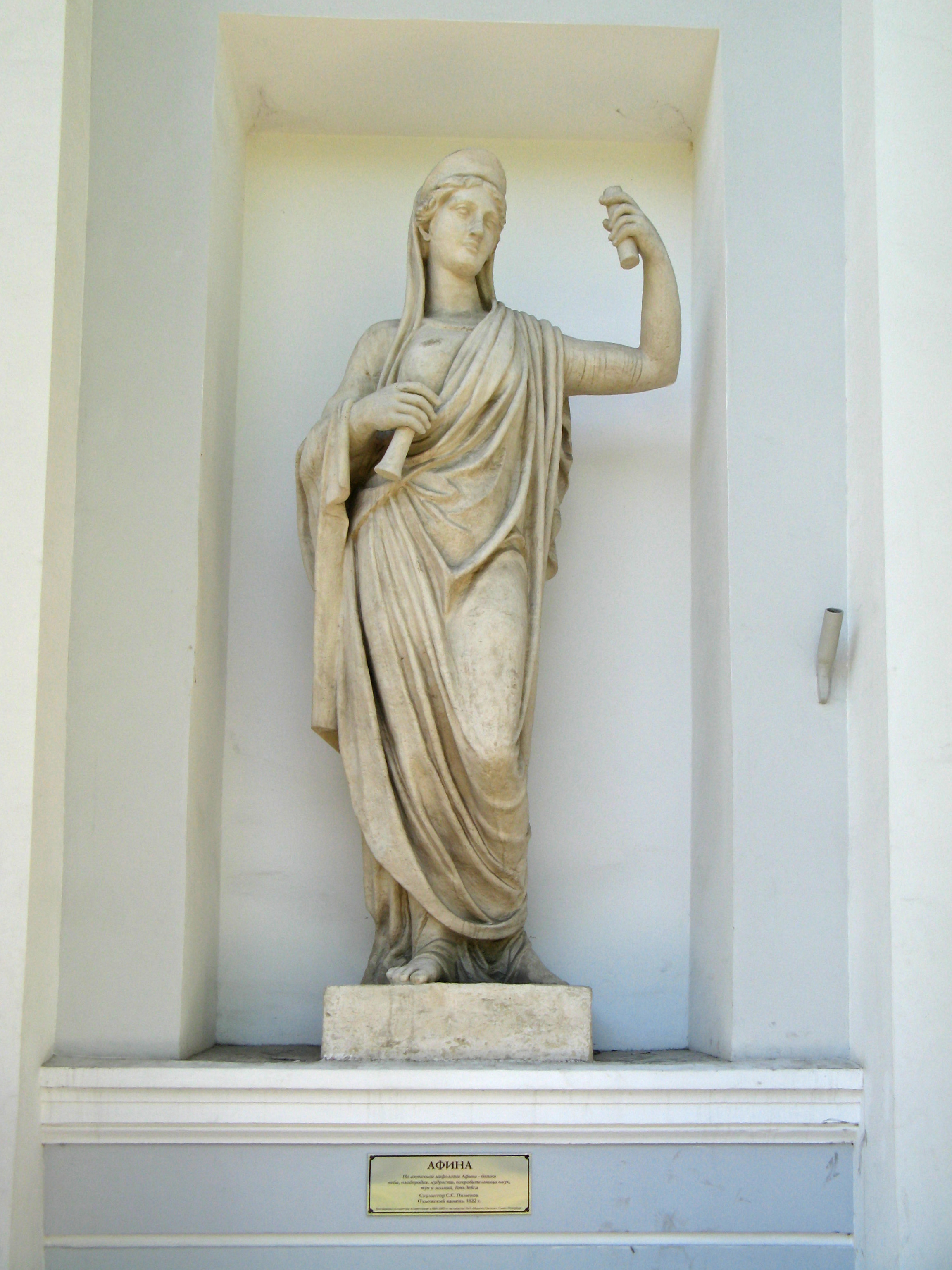
Афина
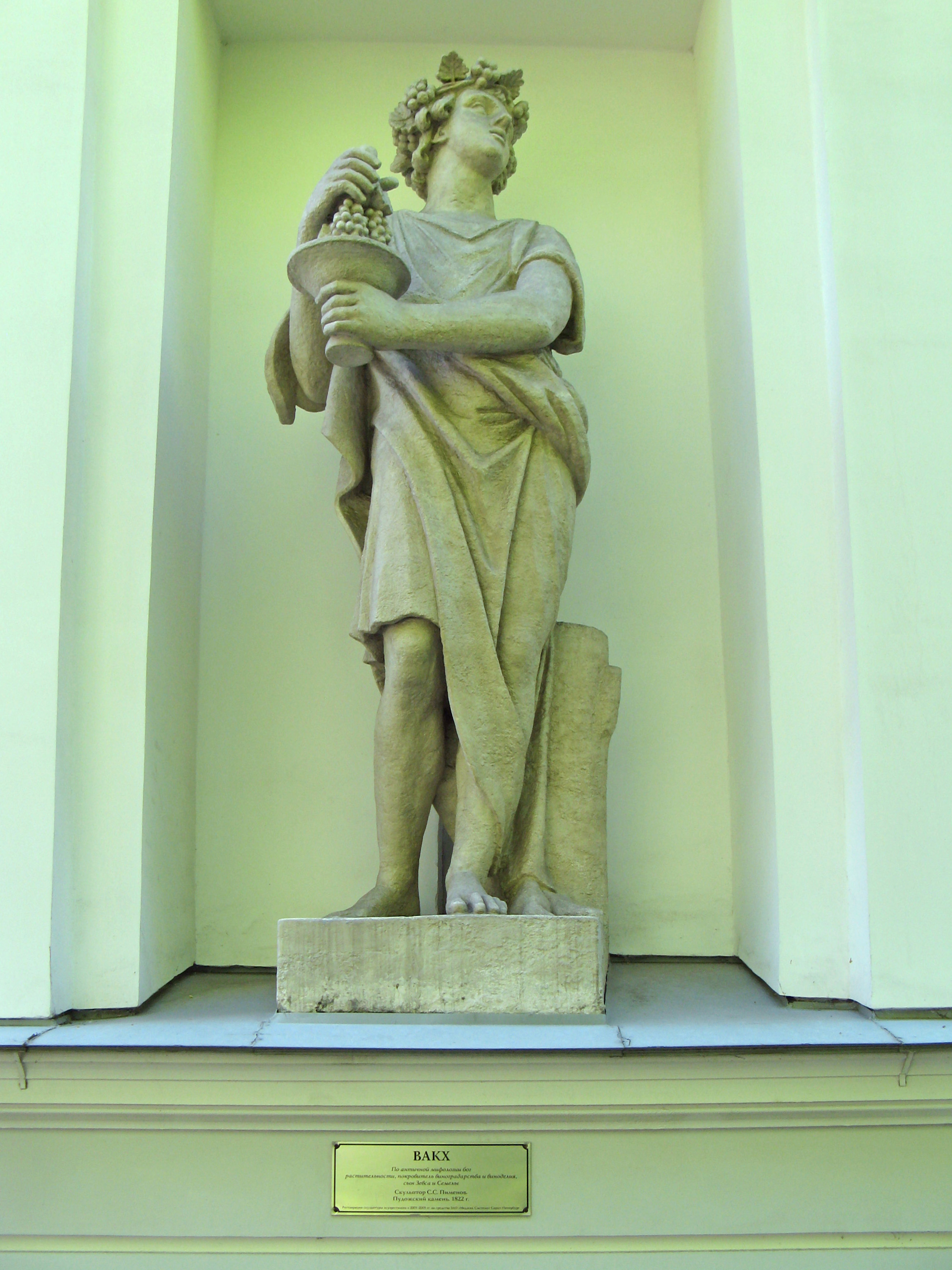
Вакх
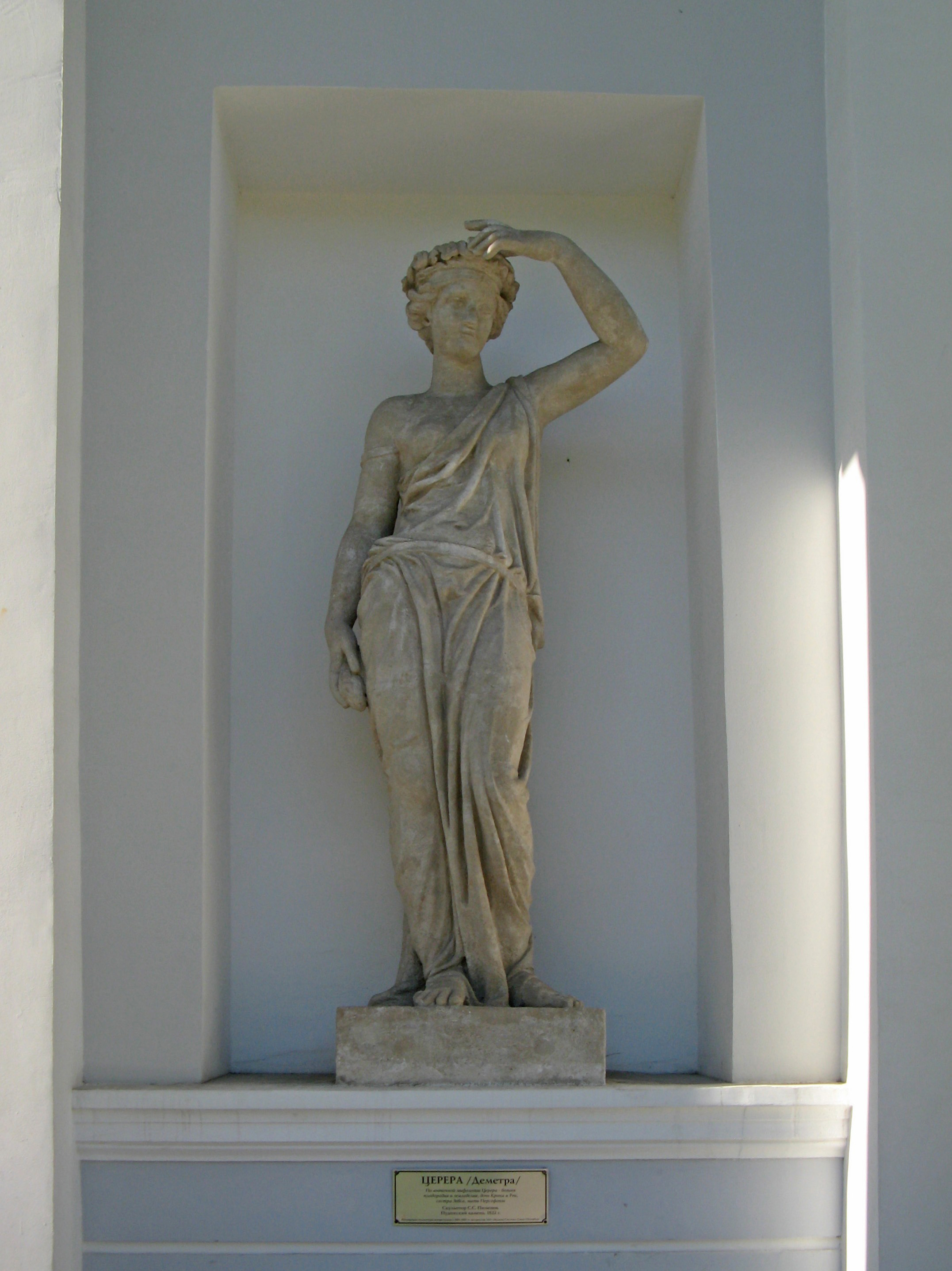
Церера
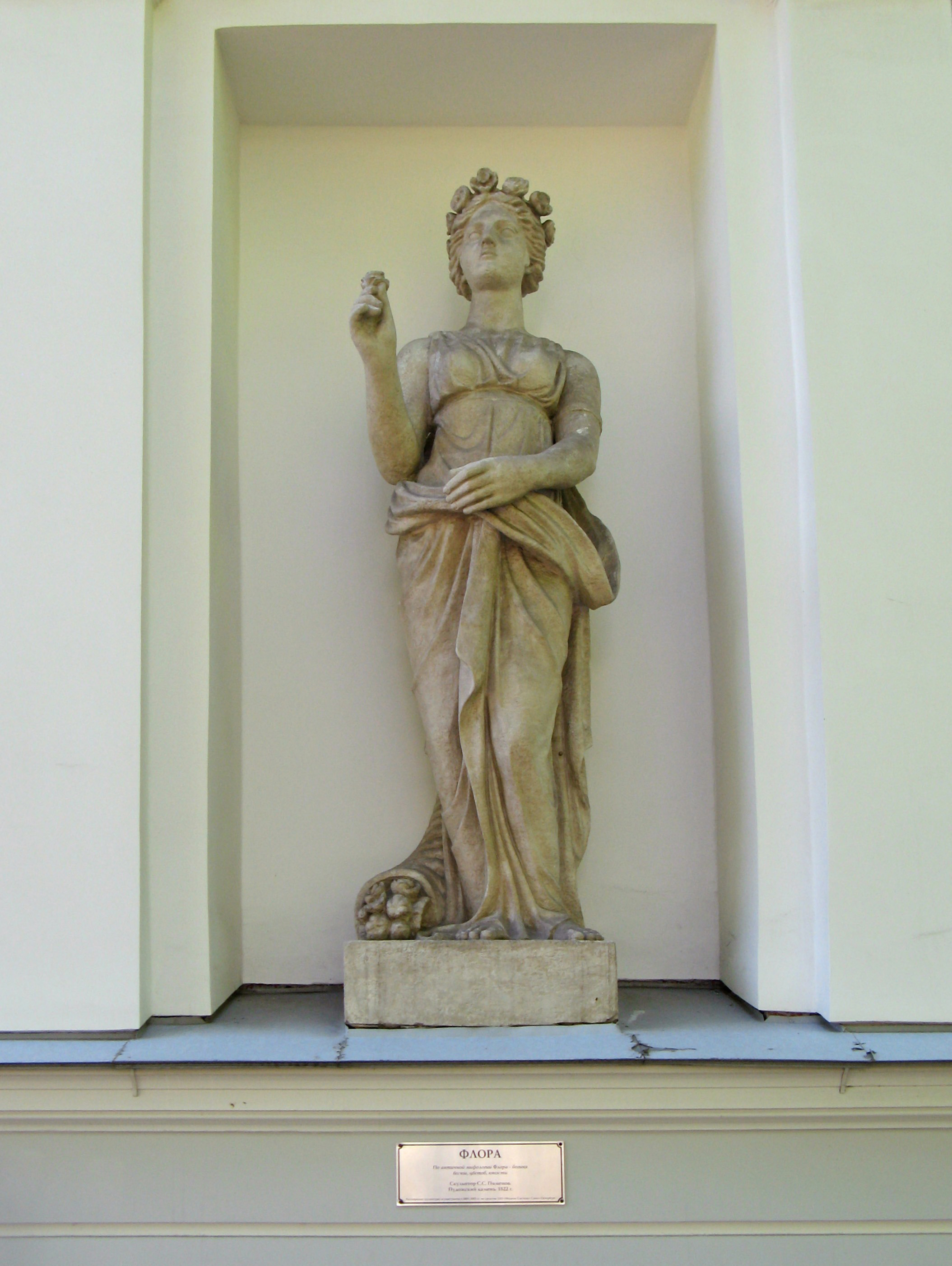
Флора
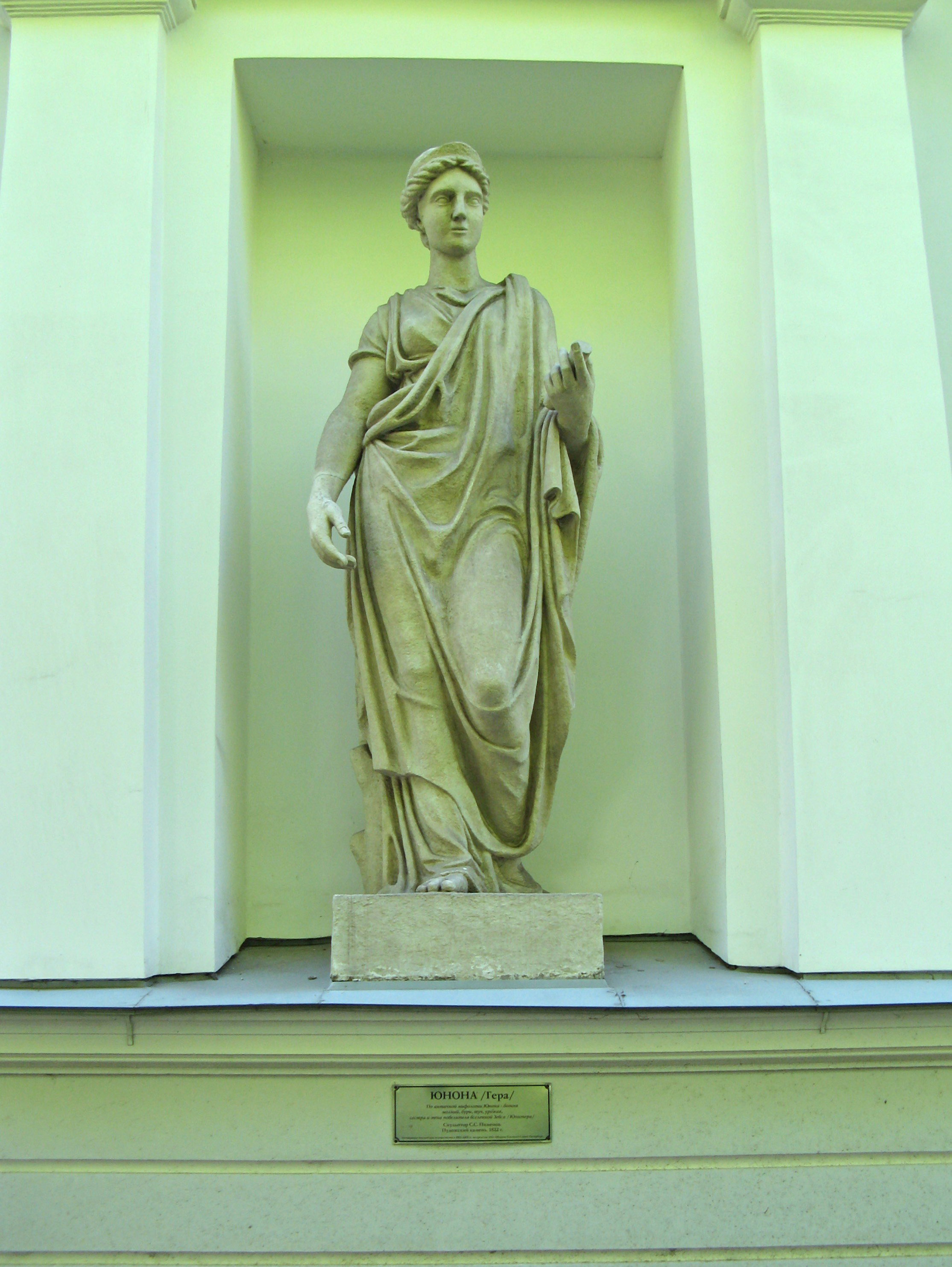
Юнона
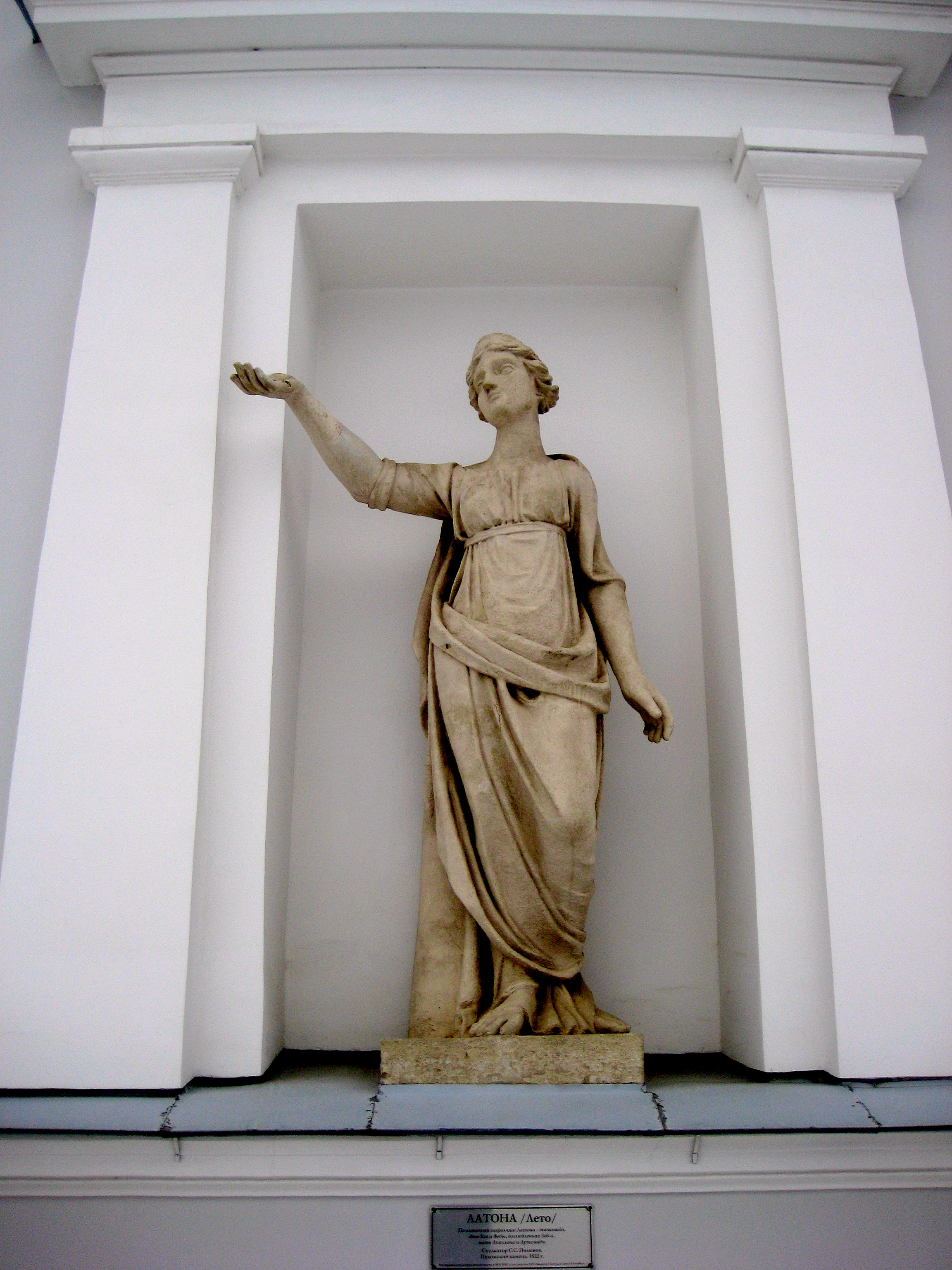
Лето
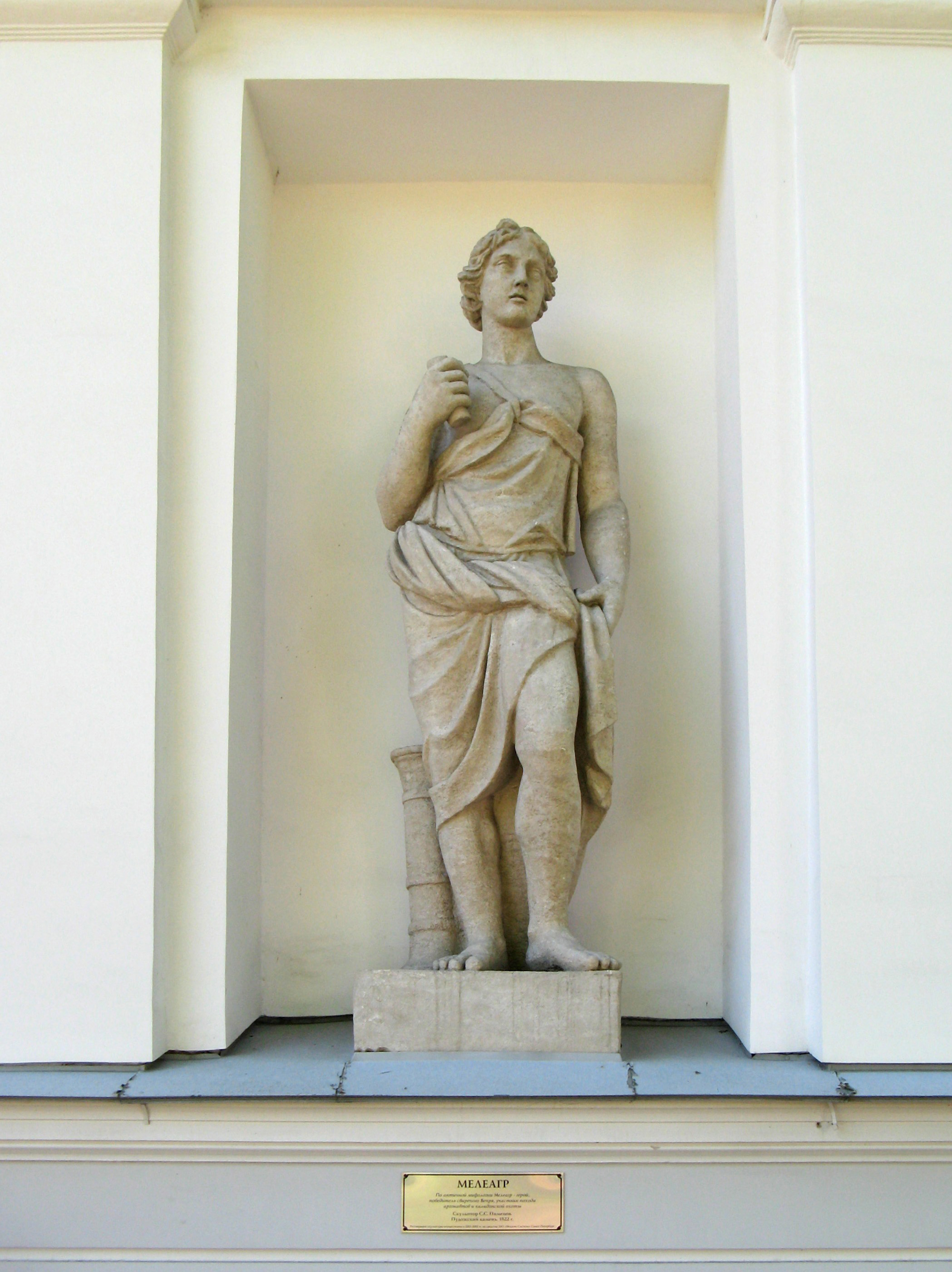
Мелеагр
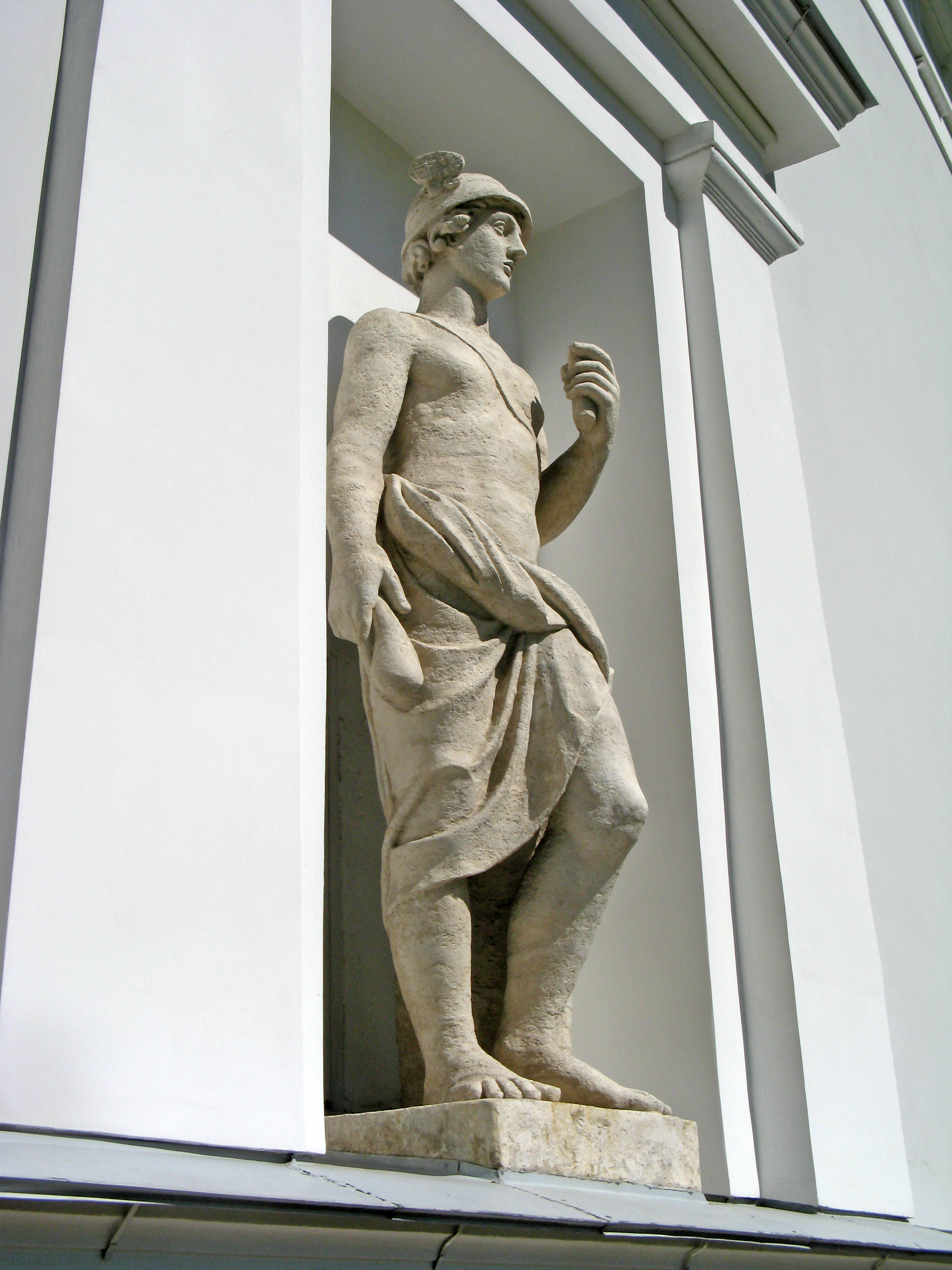
Меркурий
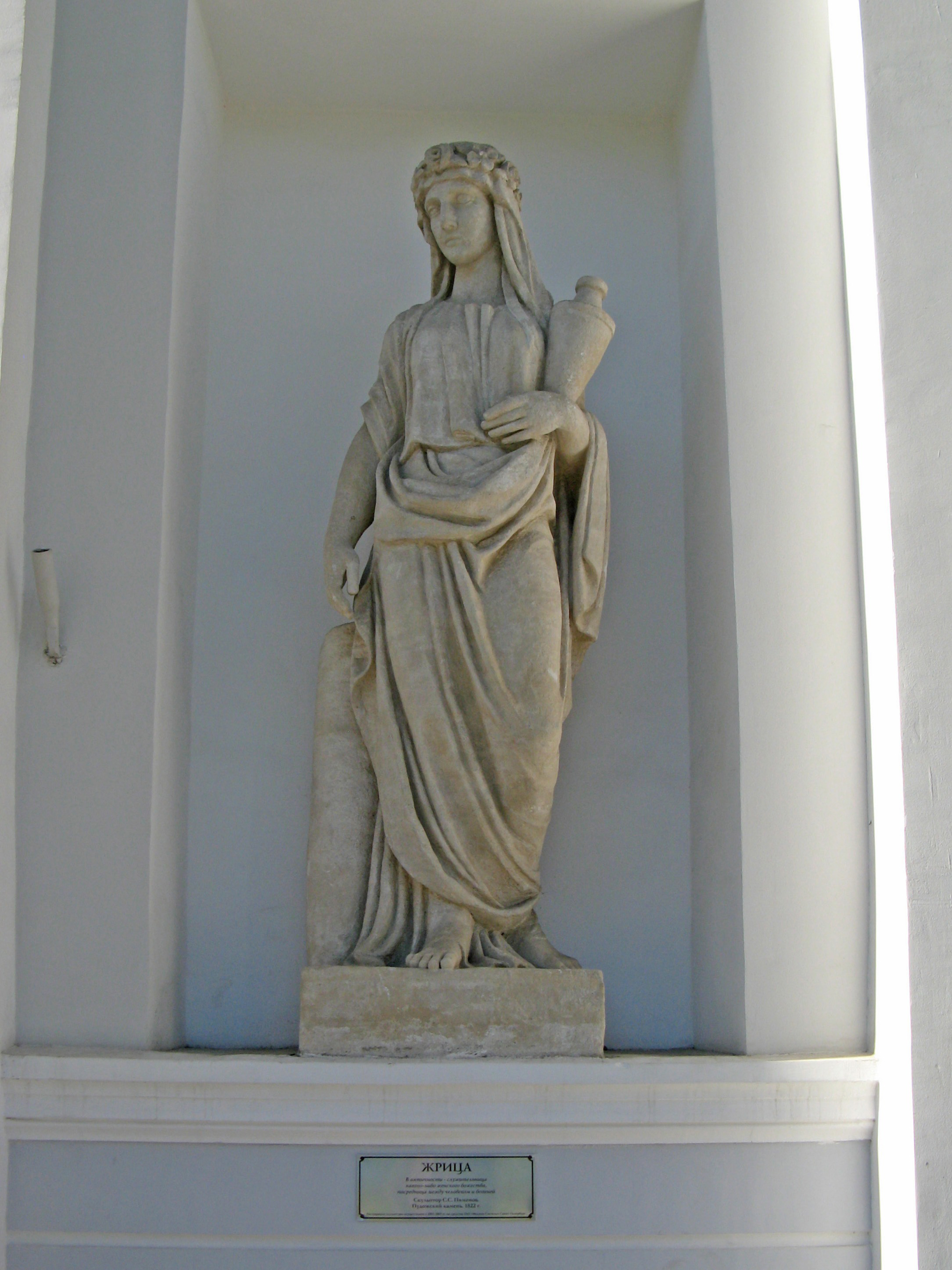
Жрица
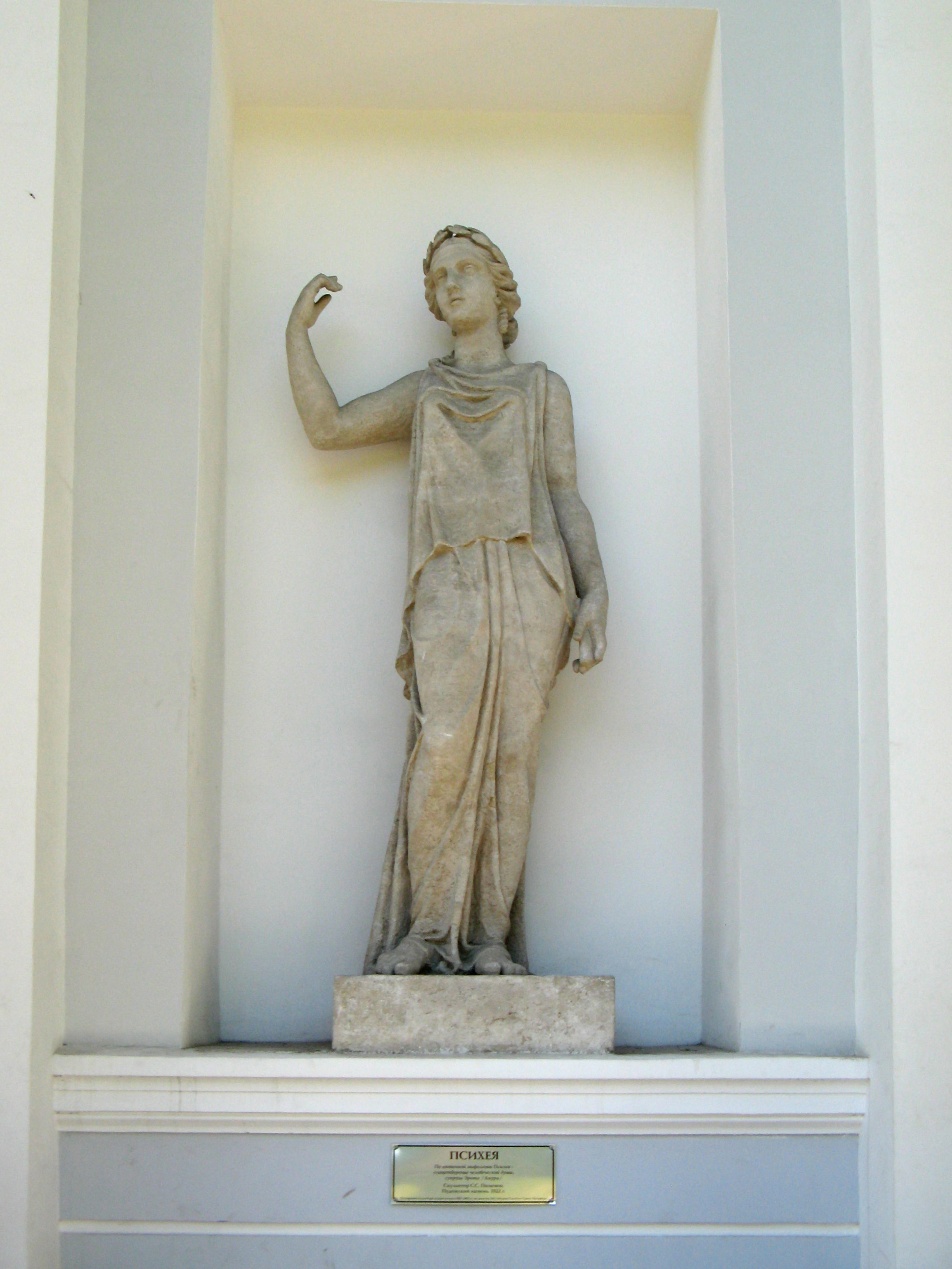
Психея
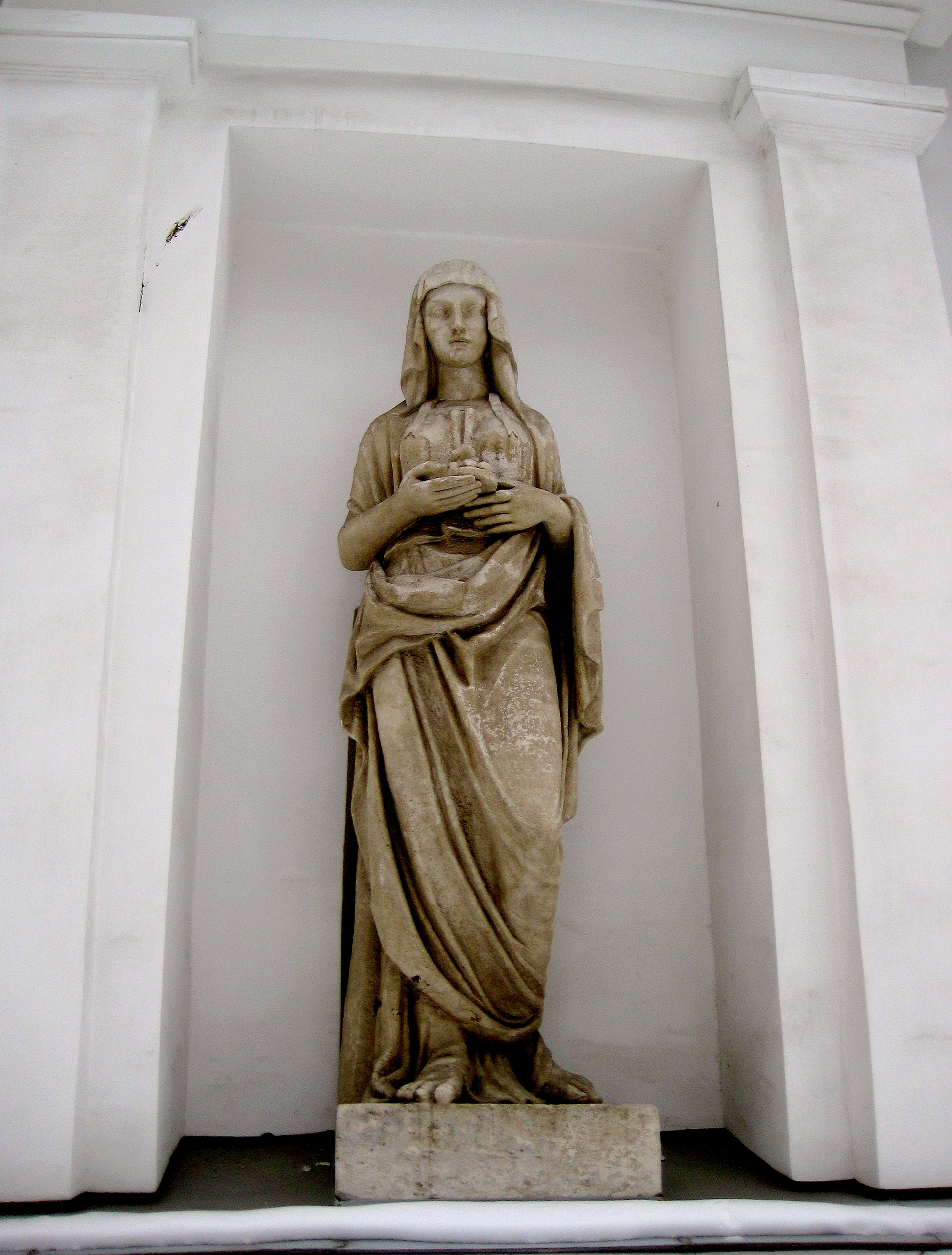
Весталка
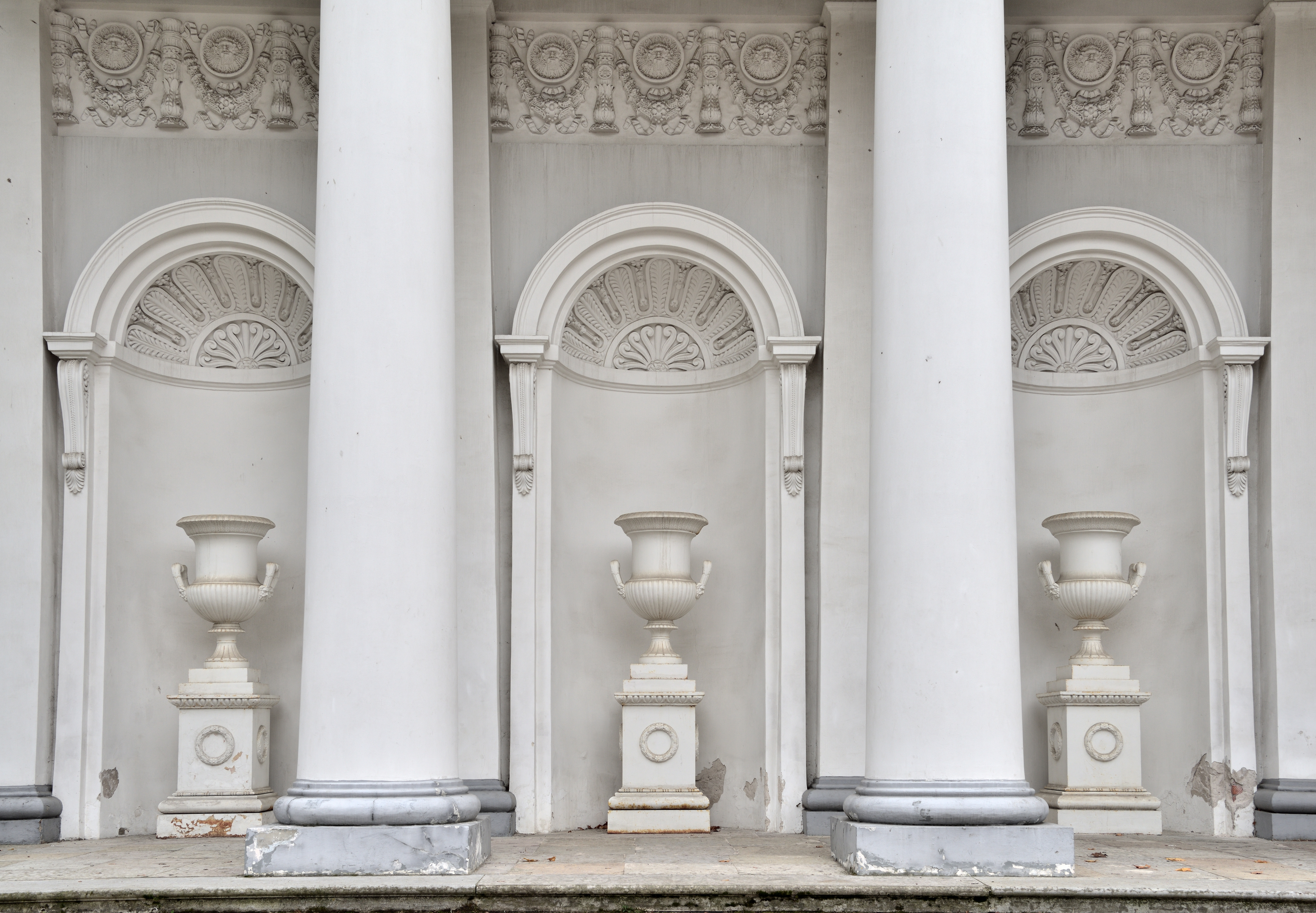
Вазы со стороны оранжереи